# Карачабей – Комотіні
Карачабей – Комотіні – інтерконектор, що з’єднав газотранспортні системи Туреччини та Греції. 
Газопровід, введений в експлуатацію у 2007 році, пройшов від турецького міста Карачабей (на південному узбережжі Мармурового моря, на трасі газопроводу Ізмір – Бурса) у західному напрямку до Degirmencil неподалік від входу до протоки Дарданели. Звідси на протилежний берег згаданого моря до Kizilcaterzi проклали підводну ділянку довжиною 17 км, що проходить на глибині до 70 метрів. Після проходження через турецьку Фракію траса перетнула прикордонну річку Мариця (Єврос), для чого методом горизонтального буріння  спорудили 400-метровий тунель. 
Діаметр газопроводу 900 мм, загальна довжина 296 км, в т.ч. 211 км турецька та 85 км грецька ділянки. Робочий тиску газопроводу - 7,5 МПа, що за умови спорудження двох компресорних станцій може забезпечити пропускну здатність до 11,6 млрд м3 на рік. Наразі цей показник на прикордонному переході обмежений 1,6 млрд м3 внаслідок низької пропускної здатності газопроводу Комотіні – Карпері, через який відбувається подальше з'єднання з основною частиною грецької газотранспортної мережі.
В 2022-му виникло сполучення з Інтерконектором Греція – Болгарія, а у 2023-му до Карачабей – Комотіні підключили турецький термінал ЗПГ Сарос. Невдовзі ресурс до газопроводу також став надходити з терміналу для прийому ЗПГ в Александруполісі.
29% фінансування проекту надав Європейський Союз, який підтримує інтеграцію енергетичних ринків різних країн.